# Renault España

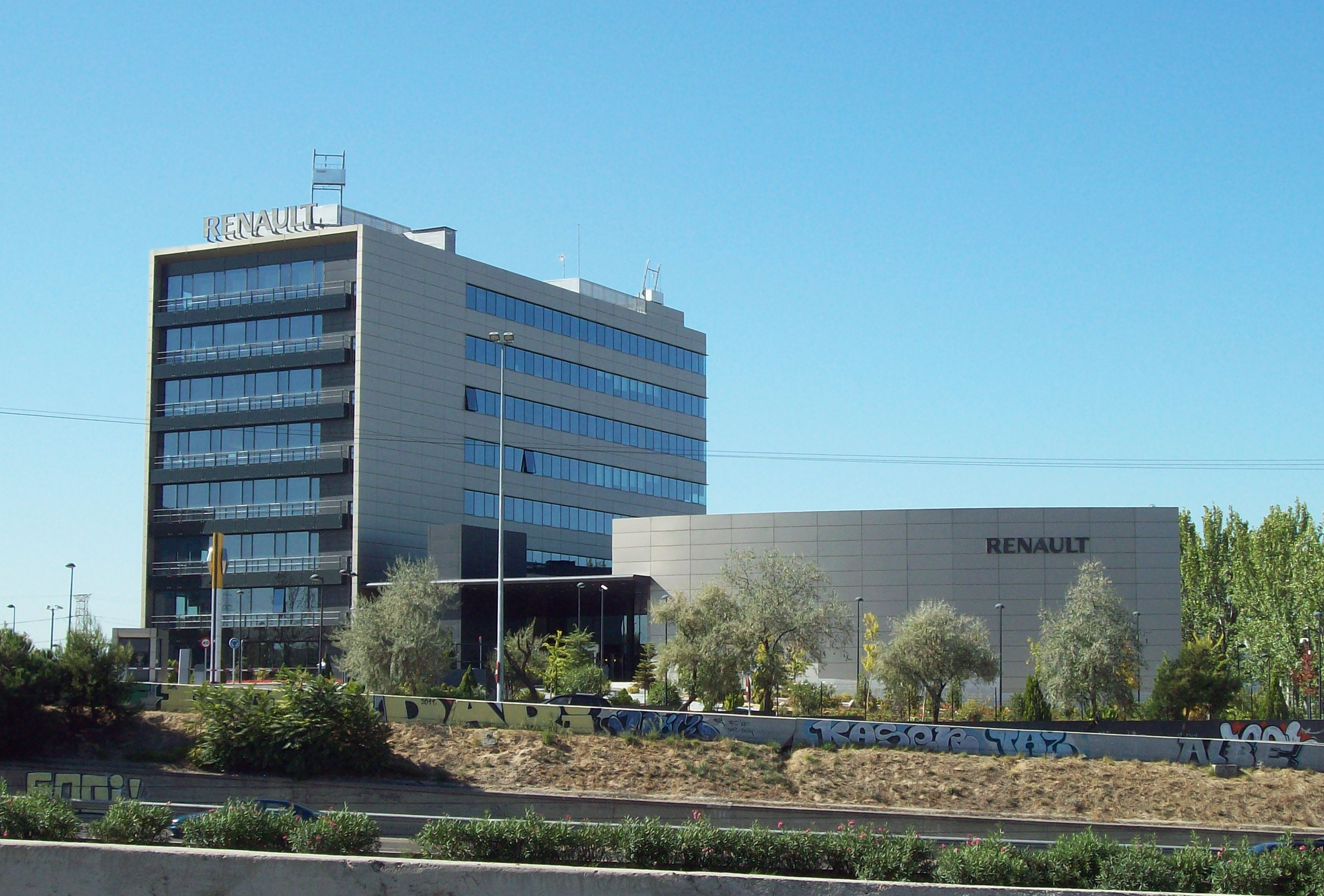
Die Zentrale der Renault España in Madrid.

Die Renault España S.A., intern mit dem Akronym RESA abgekürzt, ist ein Automobilhersteller mit Unternehmenshauptsitz in Madrid, Spanien. Das Unternehmen ist eine Tochtergesellschaft der französischen Renault S.A. und stellt die offizielle Vertretung des französischen Konzerns auf den spanischen Territorien. Rund 2.700 Arbeitnehmer sind für das Unternehmen tätig. Die Unternehmensleitung untersteht derzeit dem Unternehmenspräsidenten Jean Pierre Laurent.
Bereits seit dem ersten Jahrzehnt des 20. Jahrhunderts besteht das Unternehmen als lokale Handelsorganisation für den Vertrieb von Fahrzeugen. Erst unter einem Joint-Venture mit Staatsbeteiligung begann man schließlich 1953 am Standort Valladolid mit einer lokalen Automobilproduktion. Es etablierte sich danach eine Vielzahl verschiedener Tochtergesellschaften. In Barcelona entstand sogar ein Design- und Entwicklungszentrum, das im Renault-Konzern mittlerweile eine wichtige Position einnehmen konnte. Die bekanntesten Produkte aus diesem Zentrum sind die Renault-Modelle 7, 15, 17/177, 19, Fuego, sowie die Kombi- und Coupé-Versionen des Mégane. All diese genannten Modelle werden oder sind ohne Ausnahme ausschließlich in Spanien hergestellt worden. Manche dieser Modelle werden aber auch in anderen Werken des Konzerns montiert.
Die erste eigenständige Produktion von Automobilen startete in den frühen 1970ern parallel zum FASA-Joint-Venture am neuen Standort in Palencia. Die Getriebe für die Automobile stellt das Unternehmen in einem separaten Werk bei Sevilla her. Seit dem Einstieg in die Automobilherstellung konnte sich das spanische Unternehmen zu einem der wenigen weltweit operierenden Unternehmen innerhalb des französischen Konzerns hocharbeiten. Zu dieser Position verhalf insbesondere die Produktion des weltweit erfolgreichen Mégane. Aber ebenso der neue Modus begünstigte diesen rasanten Aufstieg und verhalf neue Märkte, vorwiegend in Asien, zu erschließen.
Seit April 2010 ist das Unternehmen ein offizieller Vertragspartner der Renault-Nissan-Allianz in Spanien. Vereinbart worden sind die Teilnahme am MOVELE-Madrid Plan unter der die Entwicklung, Produktion, wie auch der Vertrieb, emissionsfreier Personenkraftwagen fällt. Diesem Vertrag zu entsprechen wird zurzeit von der Tochtergesellschaft Factoría Carrocería Montaje Valladolid Renault España S.A. der Renault Twizy produziert. Bis zum Herbst des Jahres 2014 möchte das Unternehmen weitere Elektroautomobile auf den Märkten etablieren.

## Modellübersicht

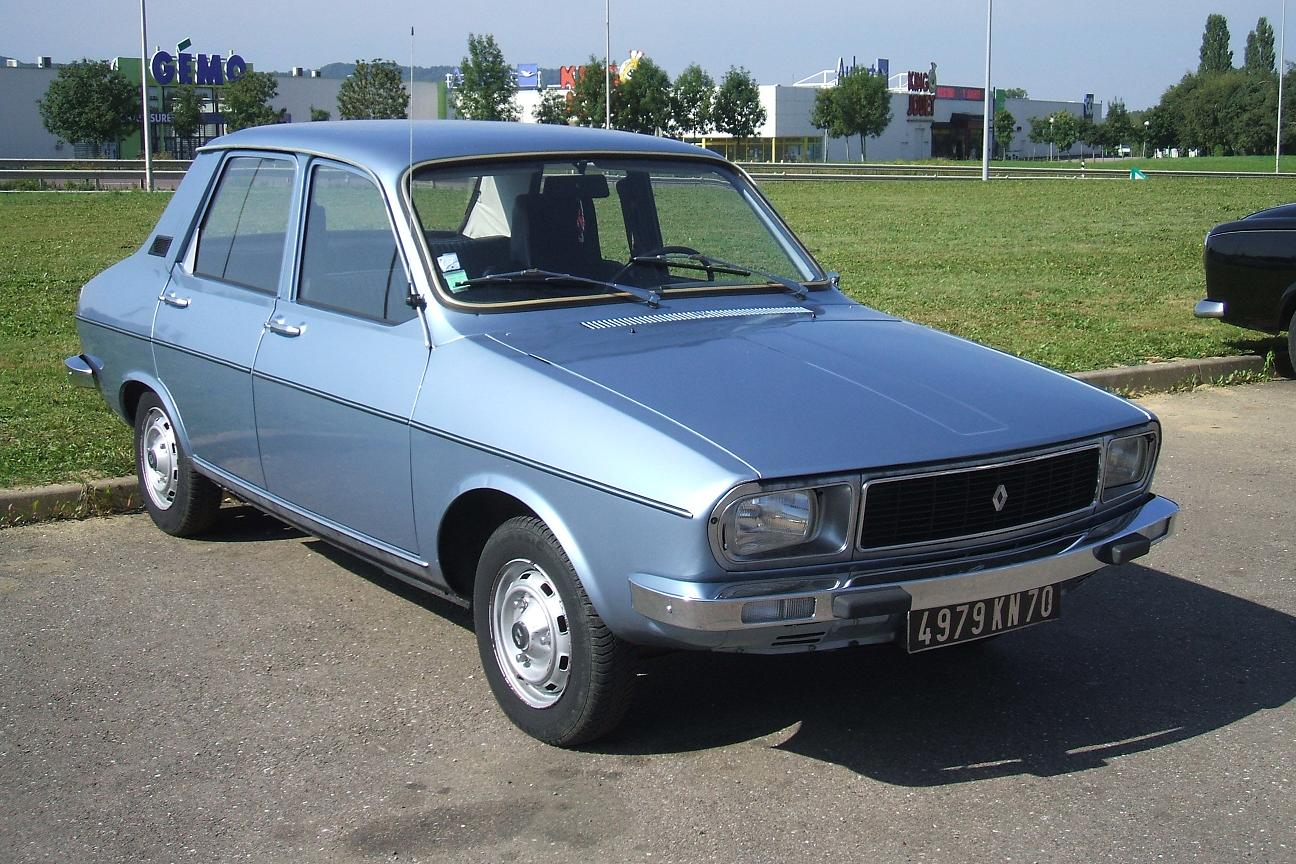
Renault 12 1970 bis 1982
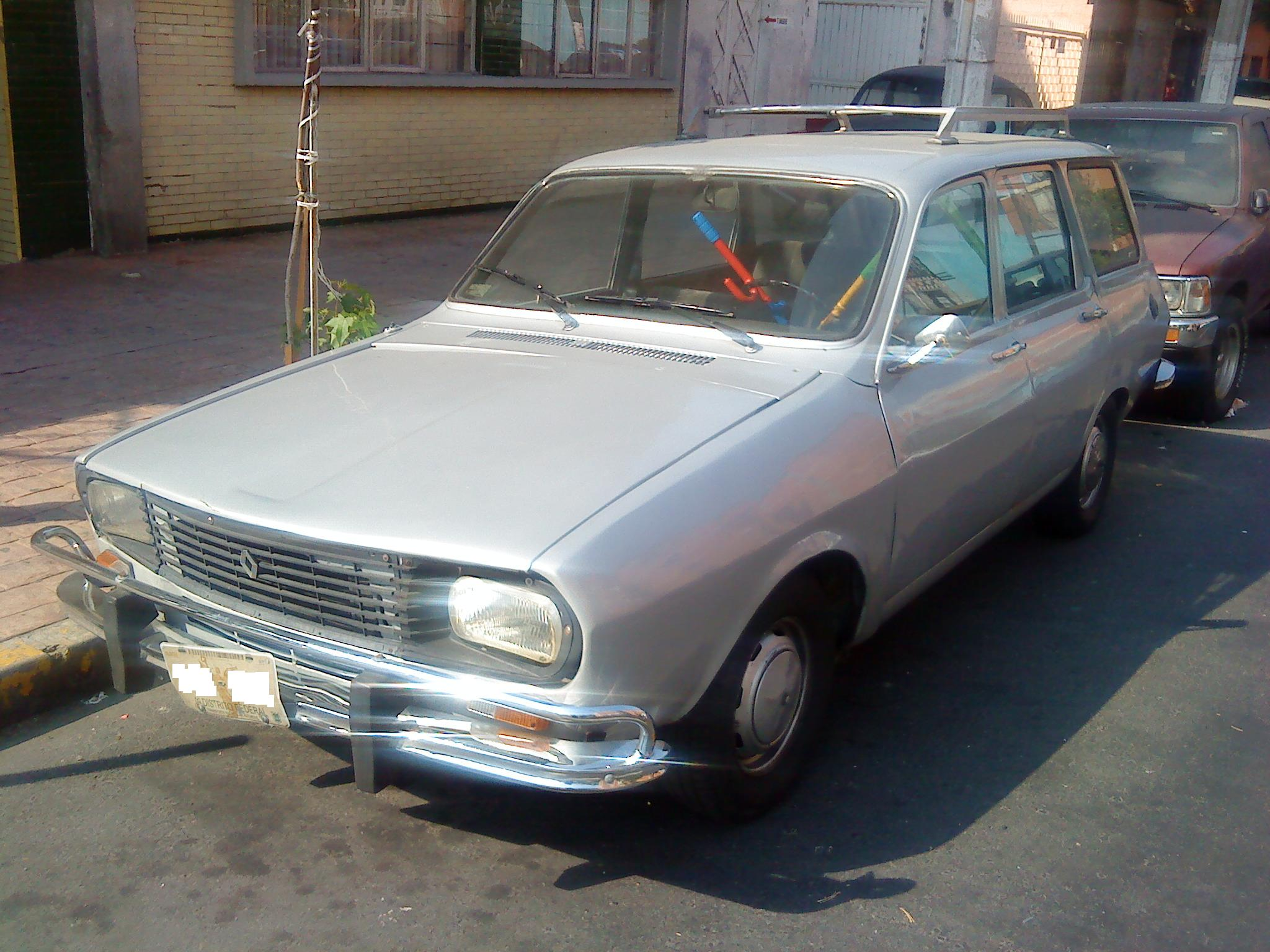
Renault 12 Familiar 1970 bis 1982
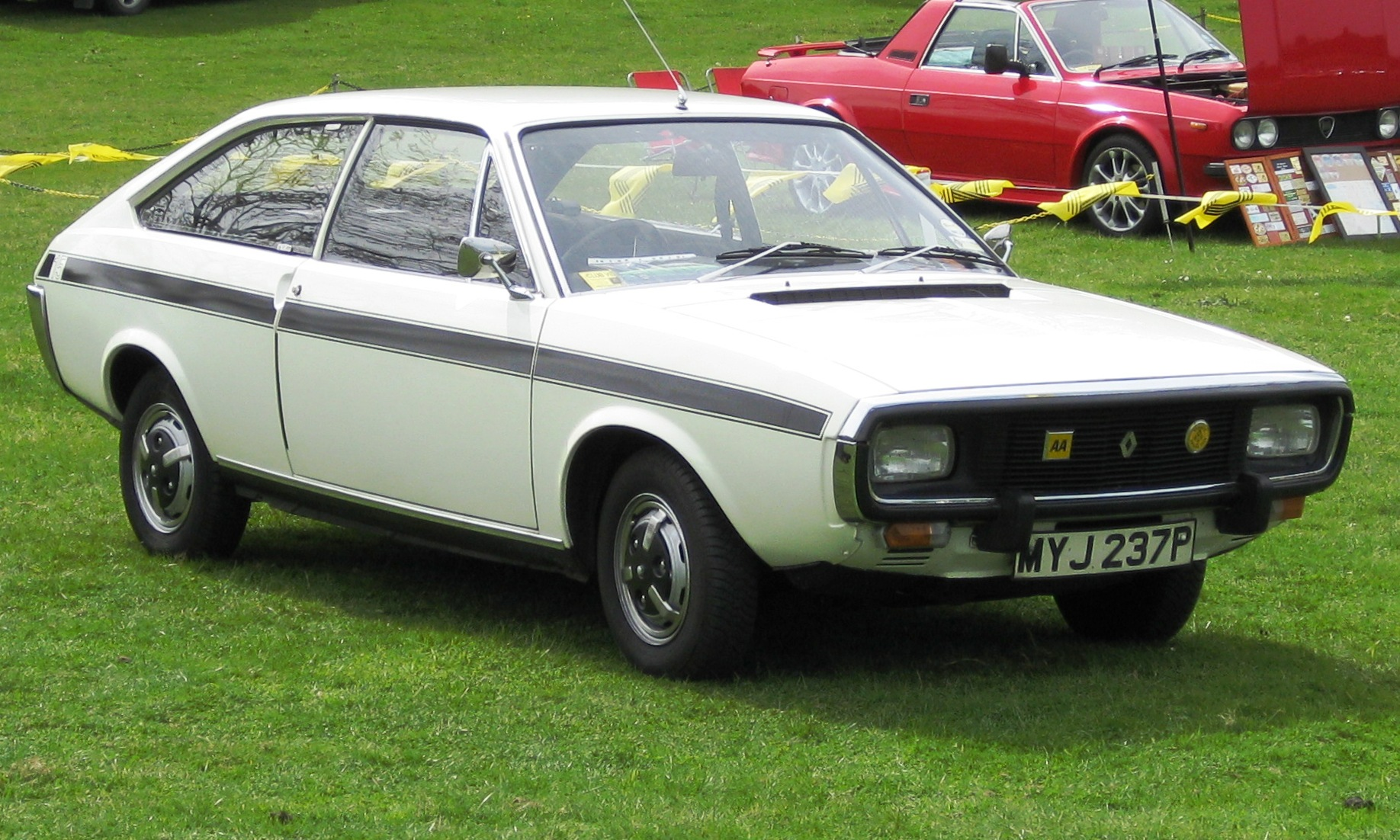
Renault 15 1971 bis 1979
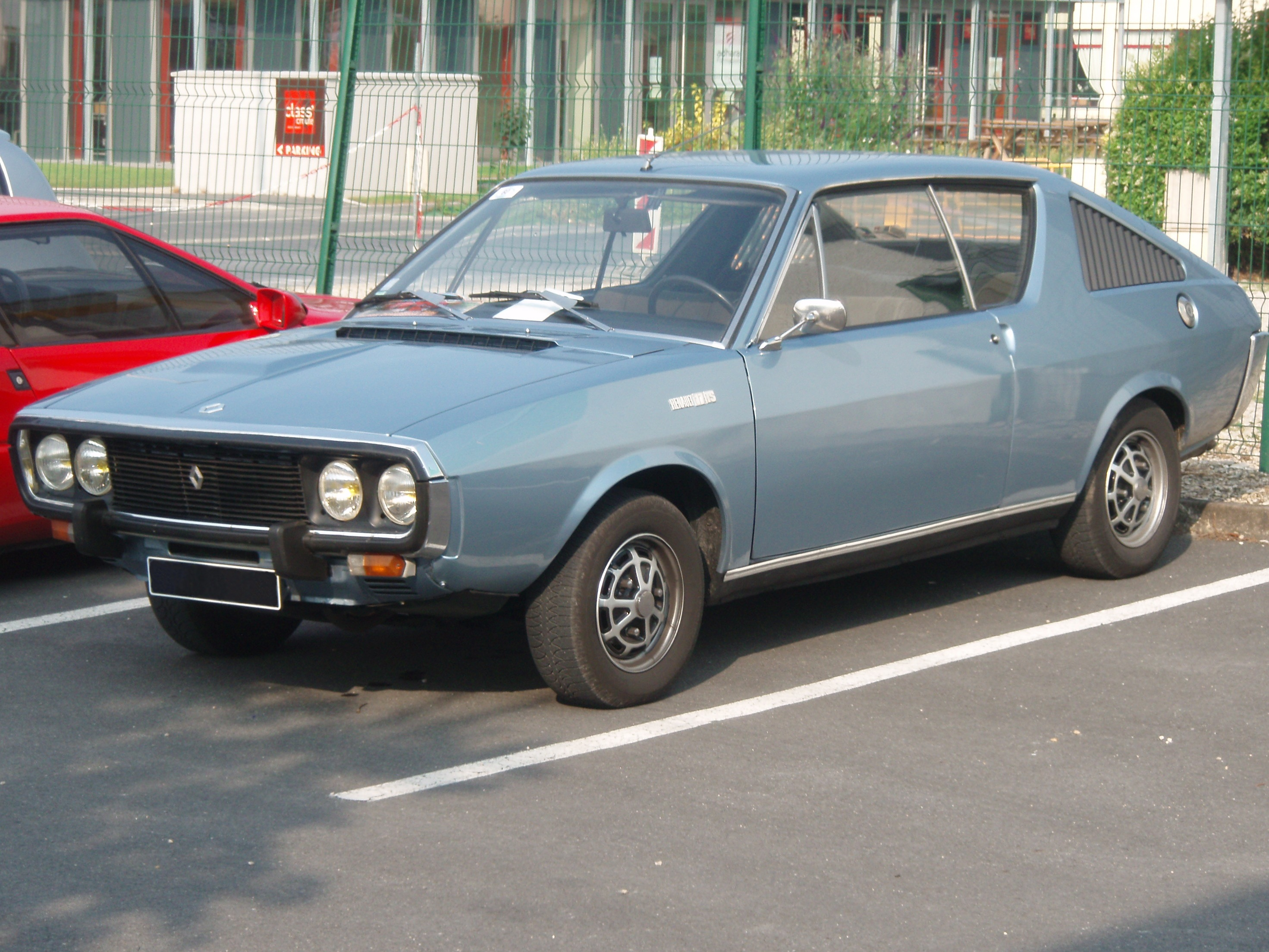
Renault 177 1970 bis 1980
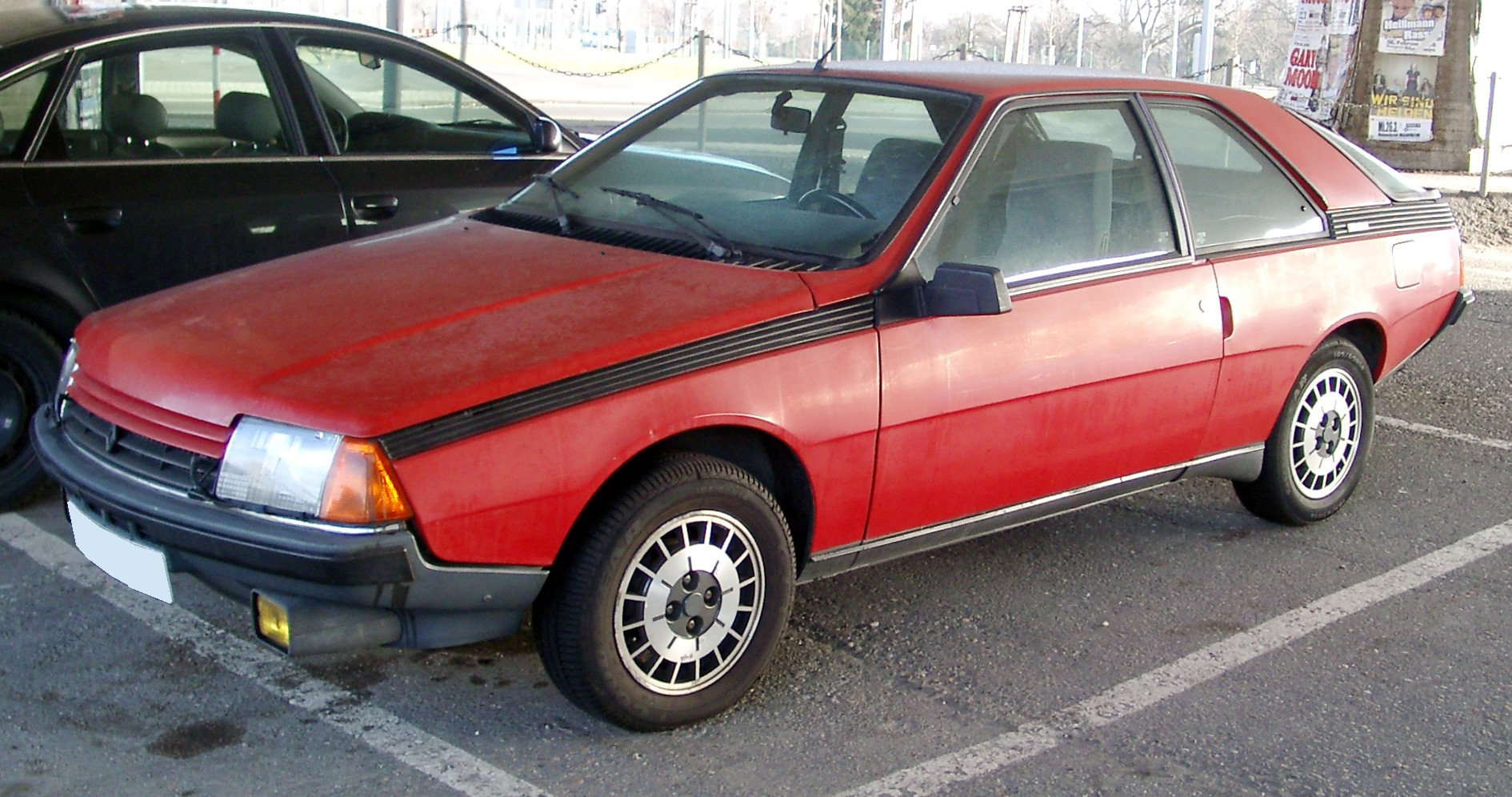
Renault Fuego 1980 bis 1986
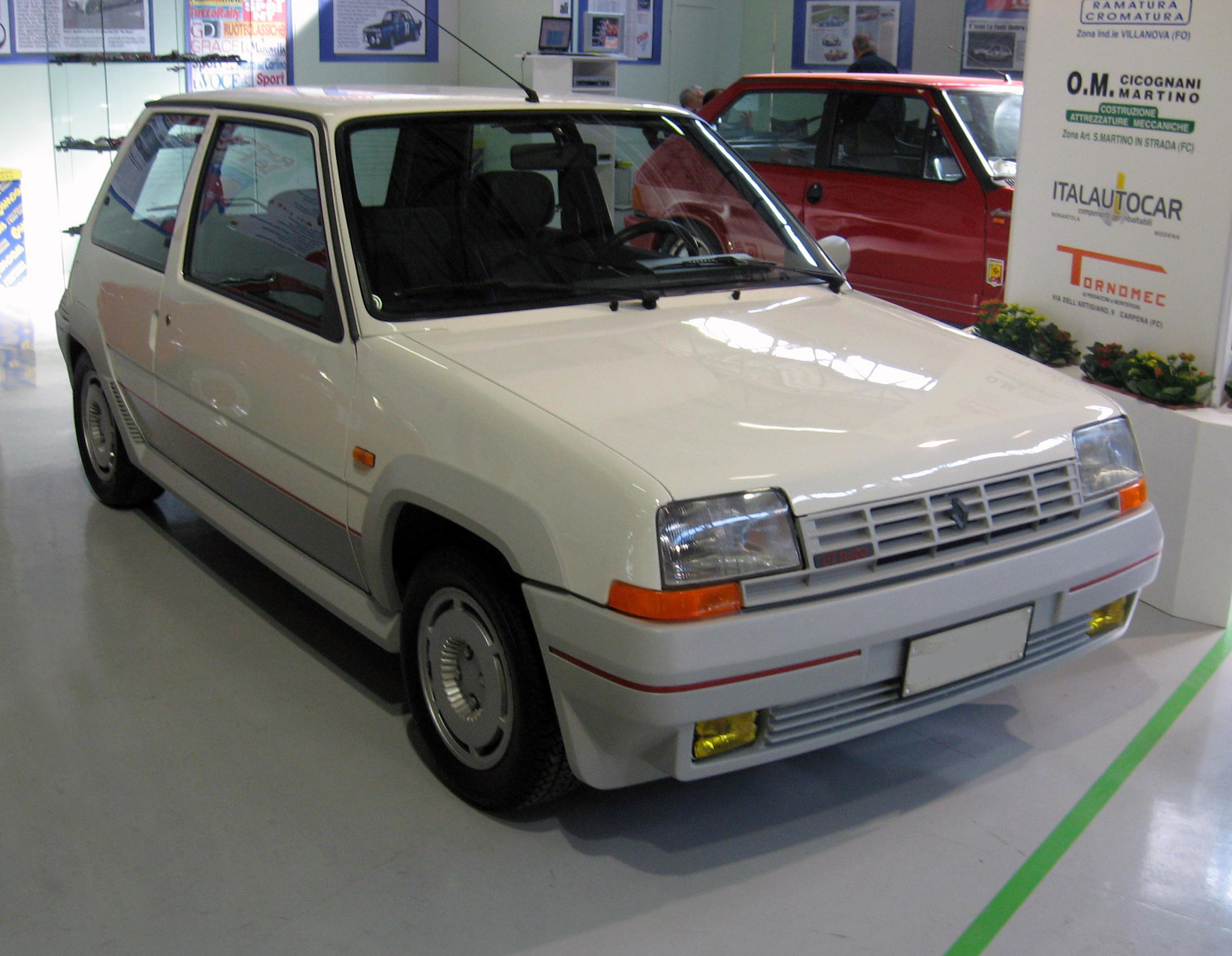
Renault Supercinco 1984 bis 1996
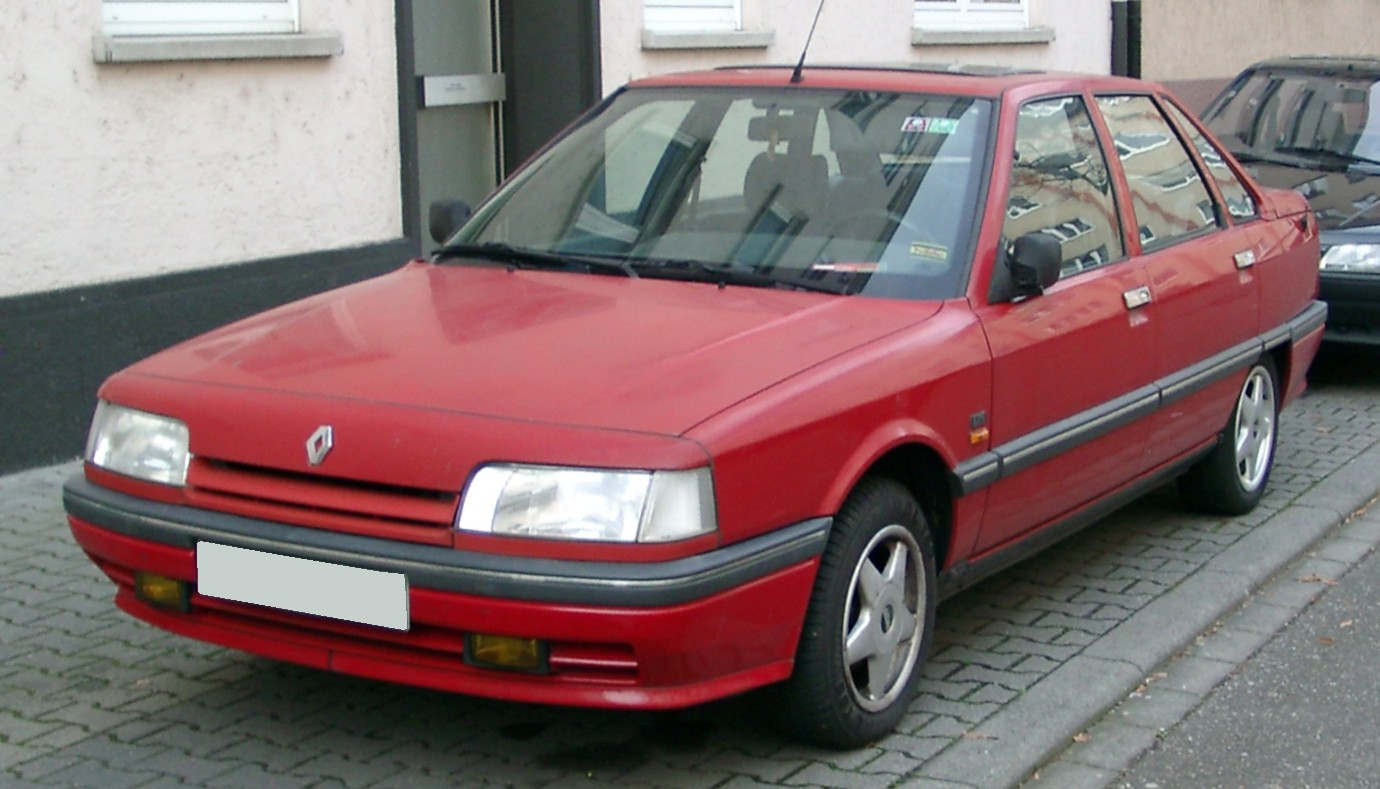
Renault 21 1986 bis 1994
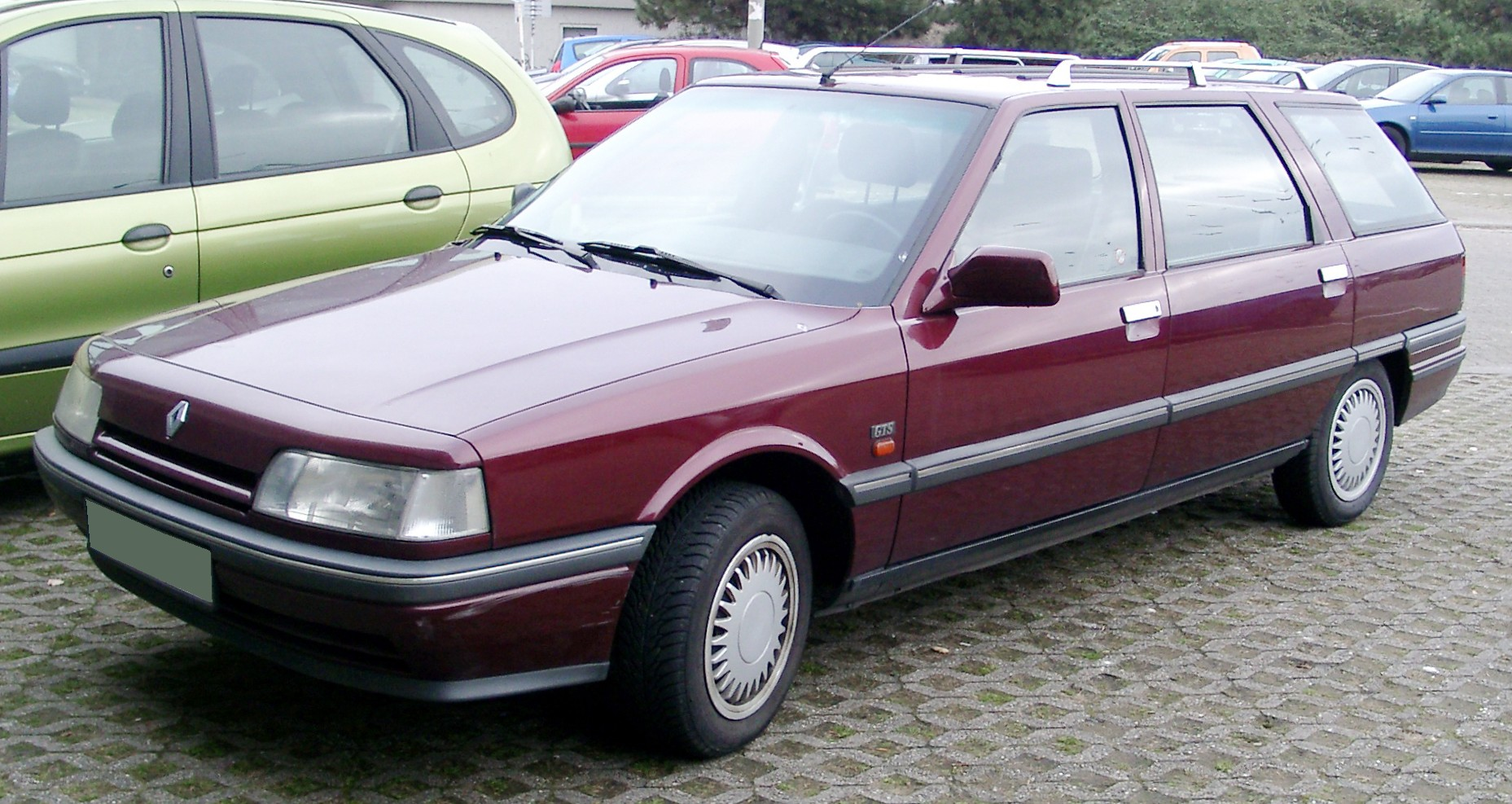
Renault 21 Nevada 1986 bis 1995
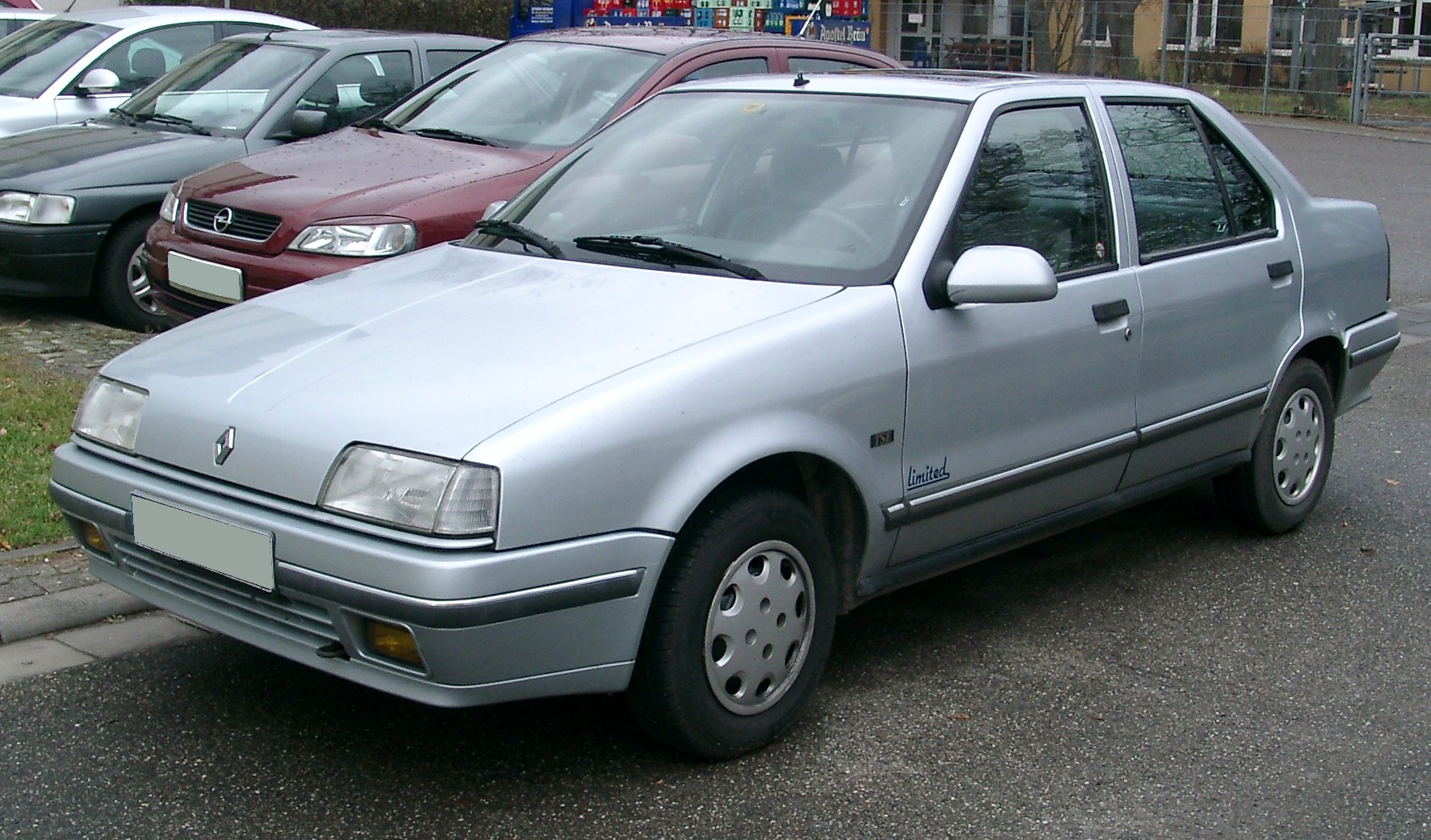
Renault 19 Chamade 1988 bis 1995
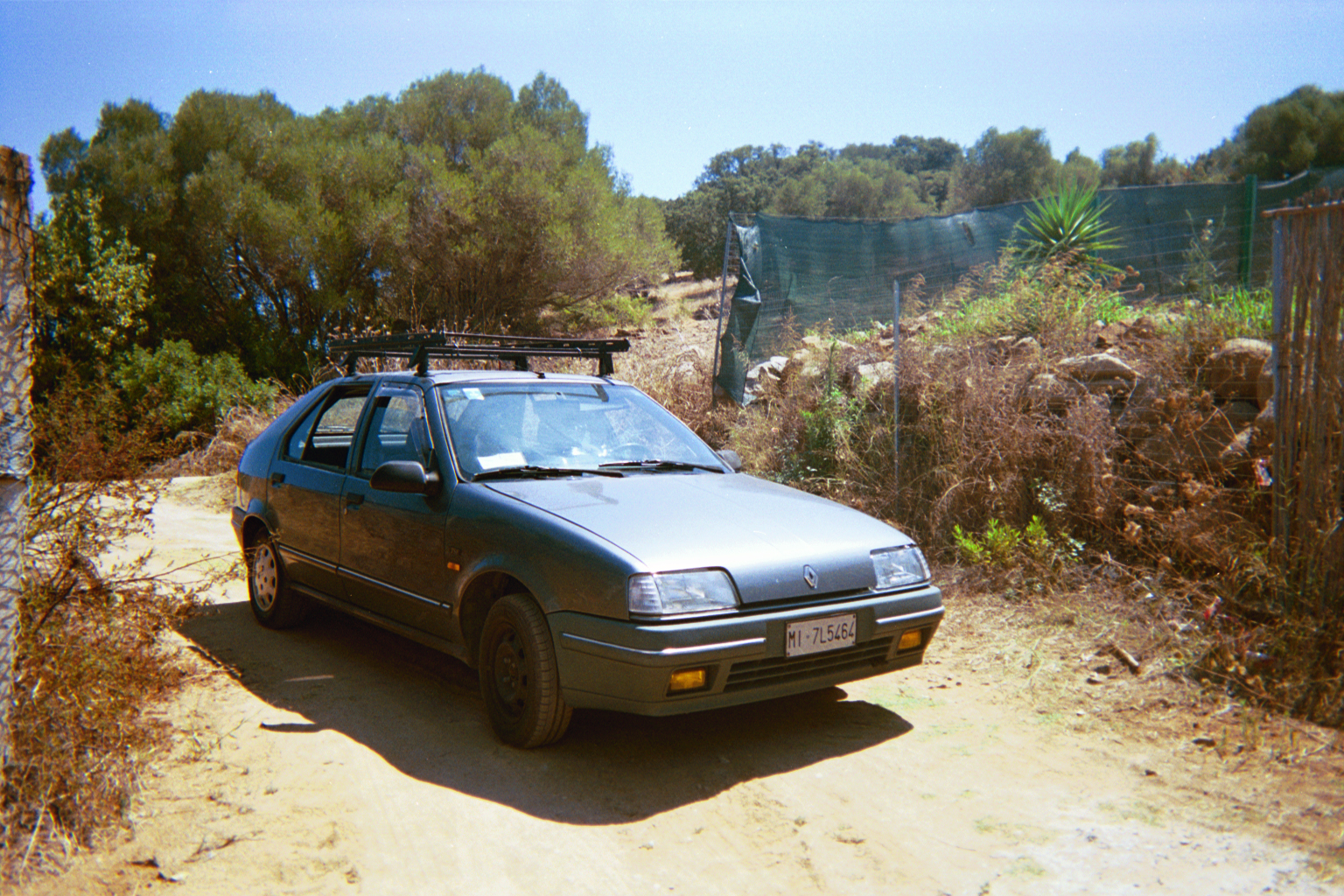
Renault 19 Hatchback 1988 bis 1995
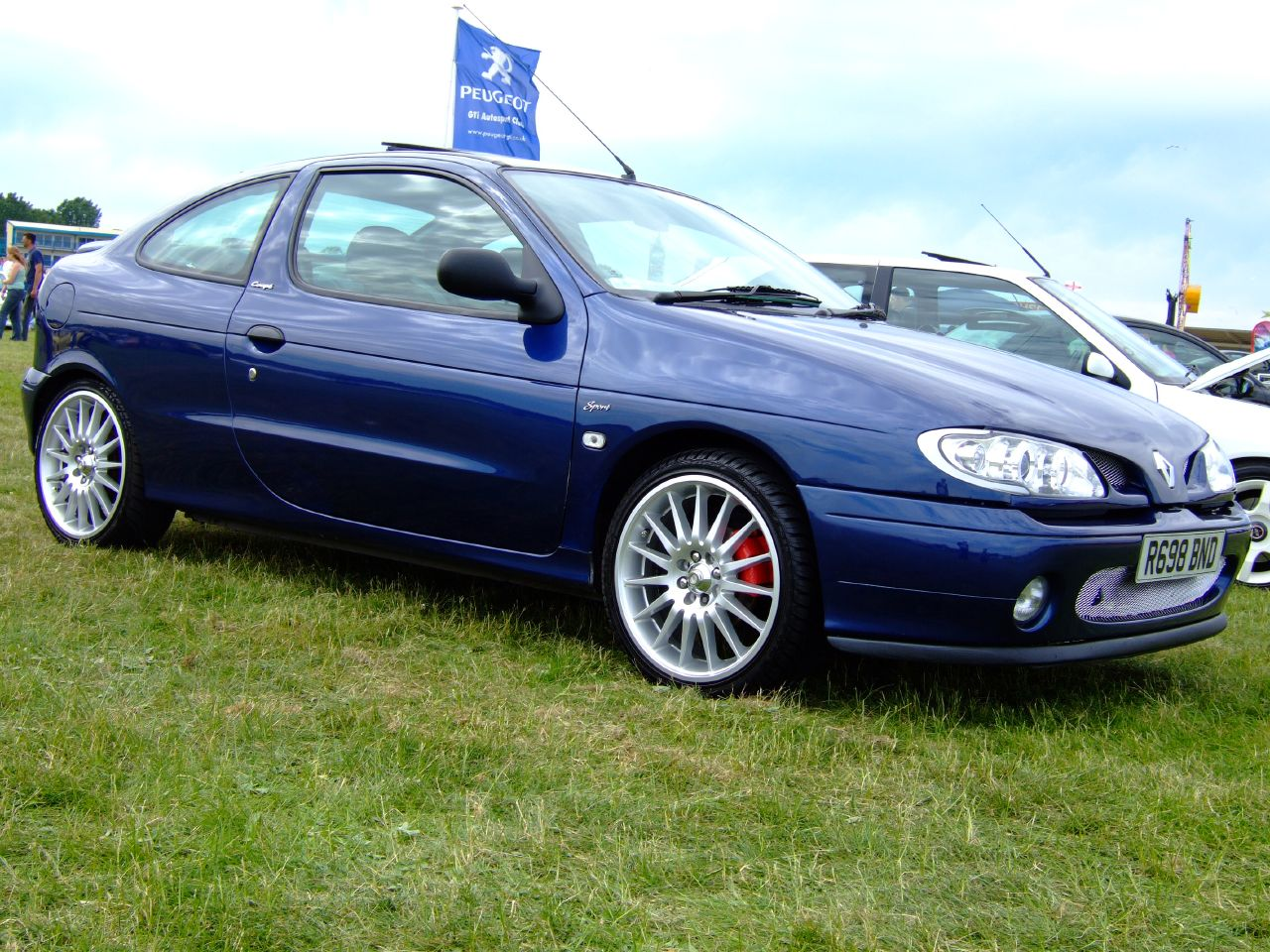
Renault Mégane Coach 1995 bis 1999 Renault Mégane Coupé 1999 bis 2002
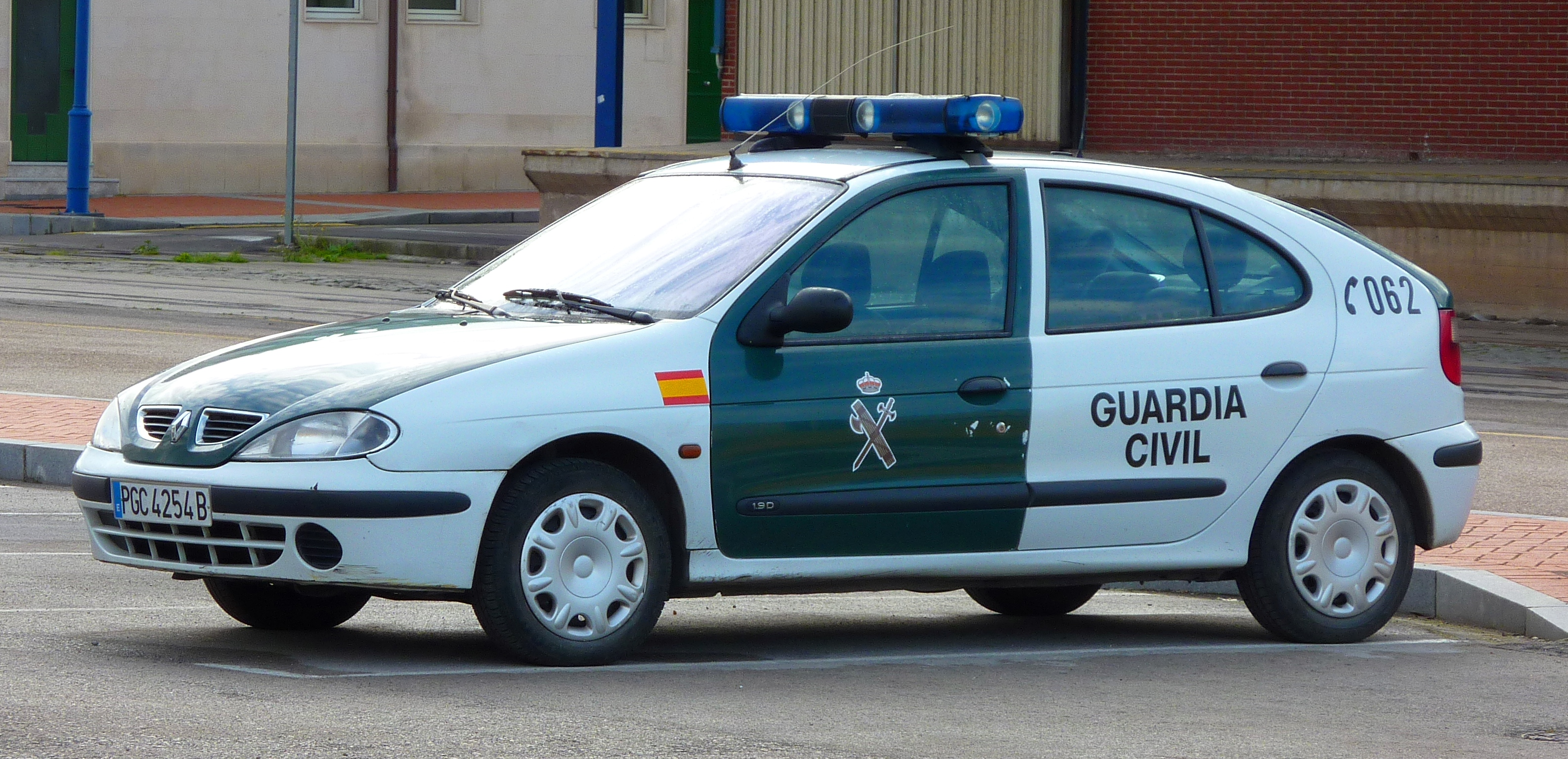
Renault Mégane Hatchback 1995 bis 2002
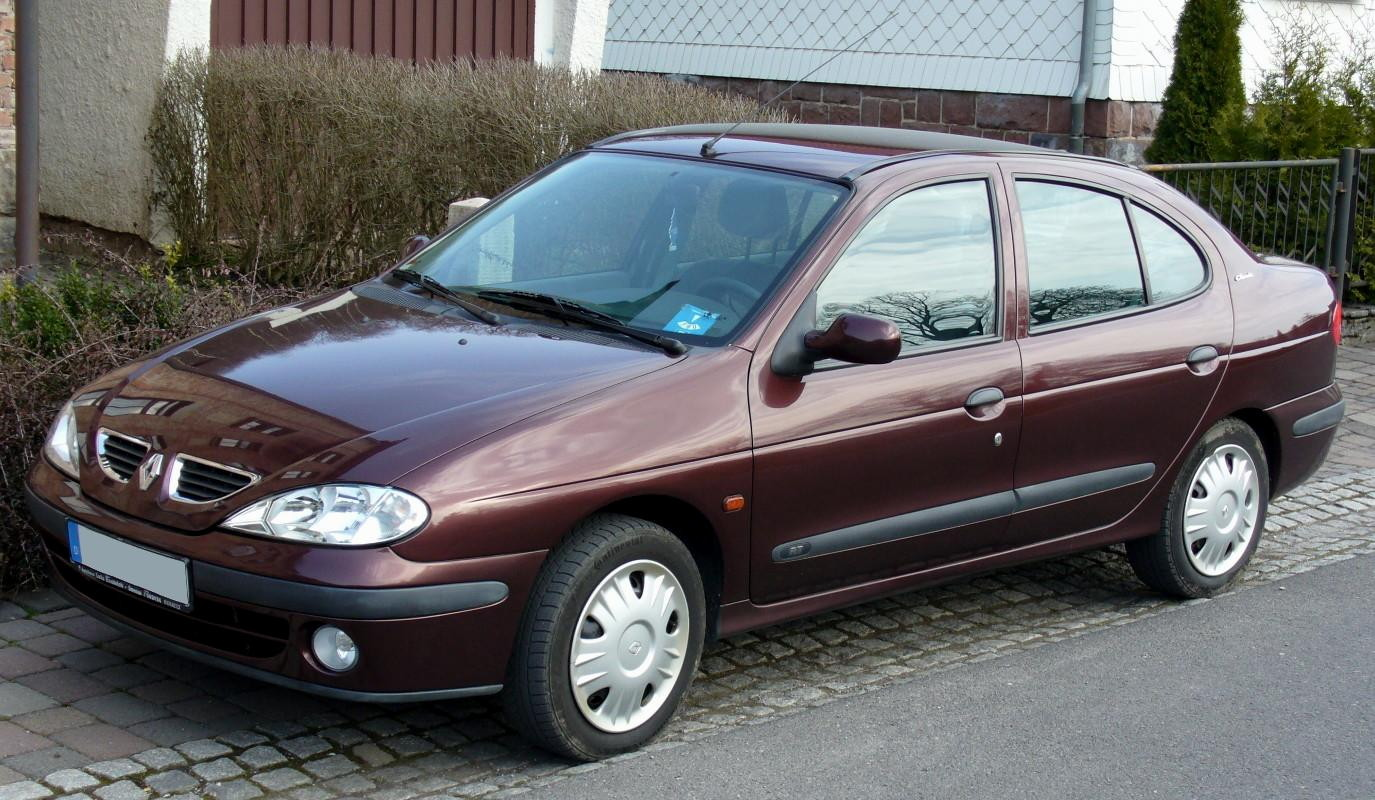
Renault Mégane Classic 1996 bis 2003
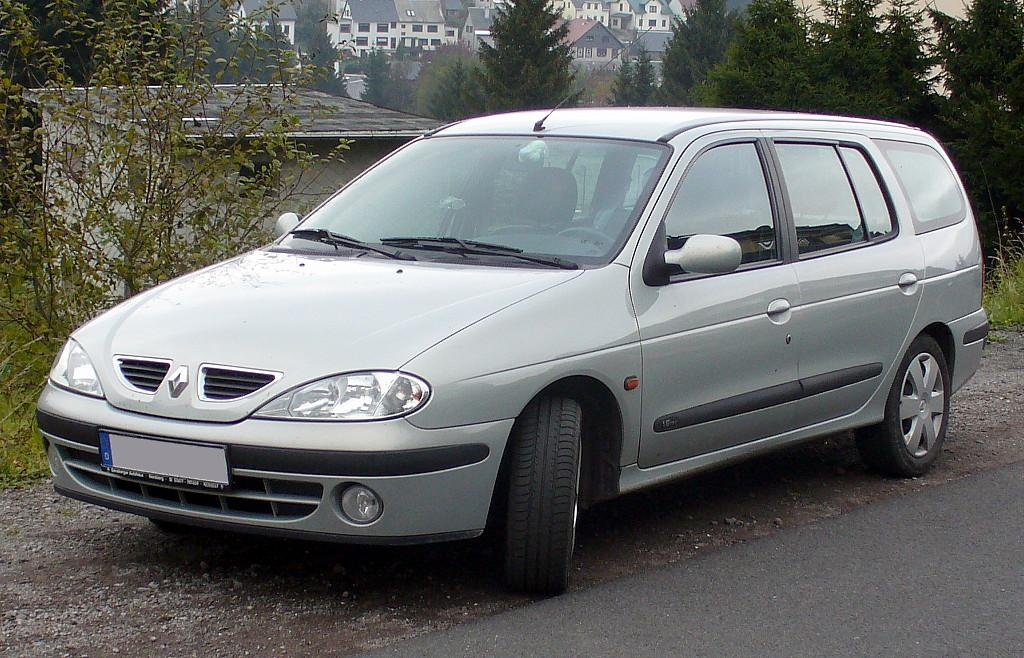
Renault Mégane Grandtour 1999 bis 2003
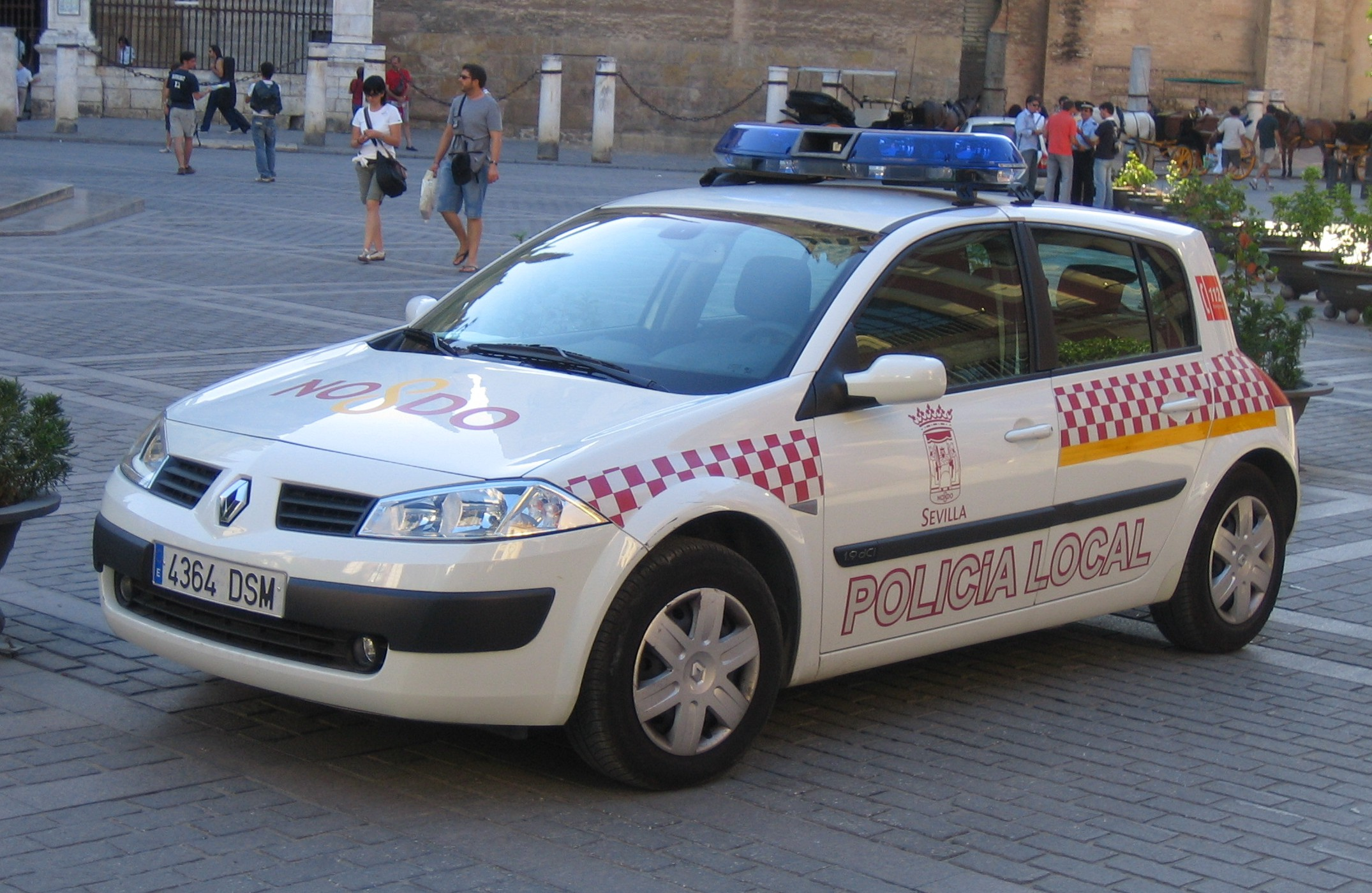
Renault Mégane Hatchback 2002 bis 2009
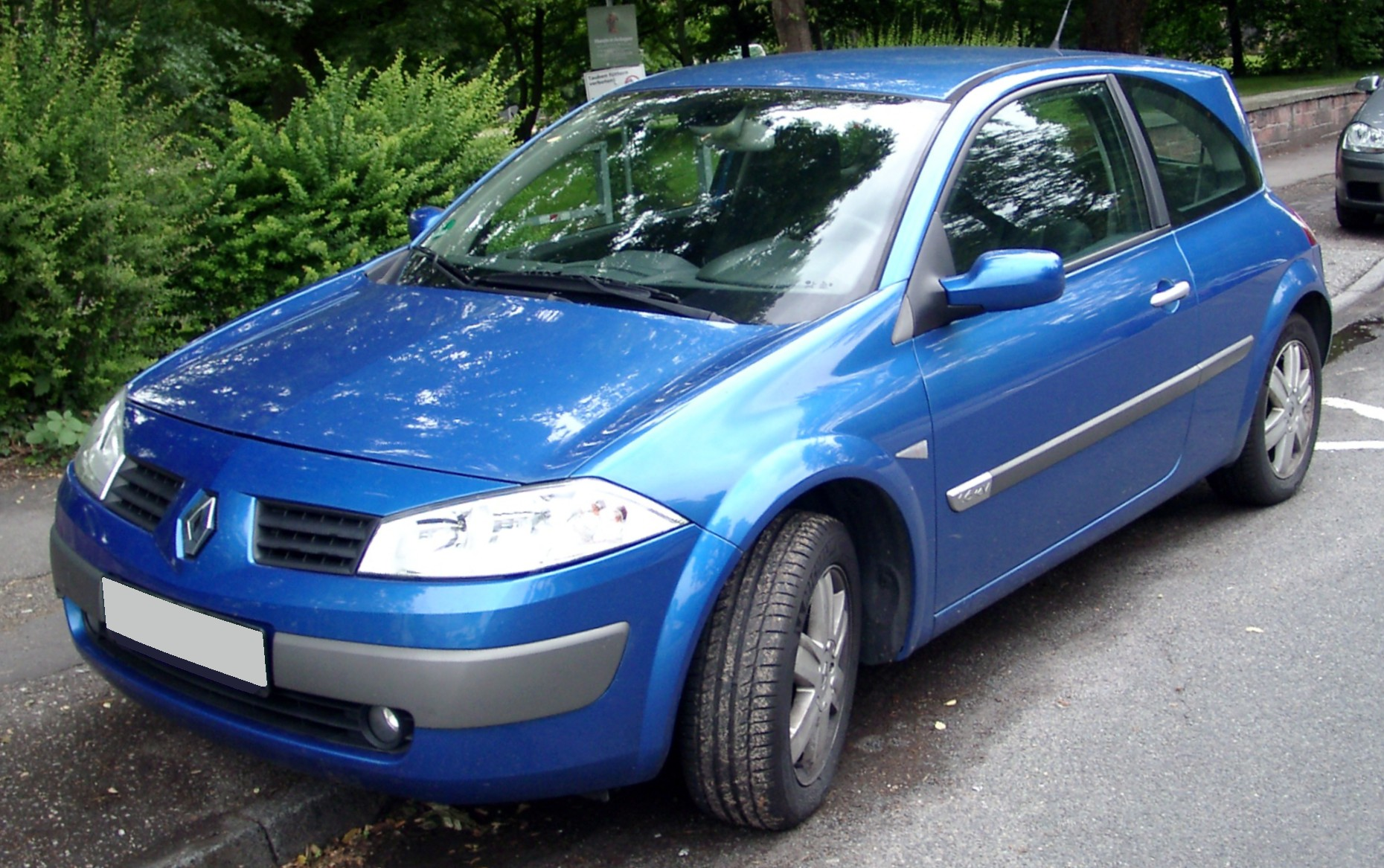
Renault Mégane Coupé 2003 bis 2009
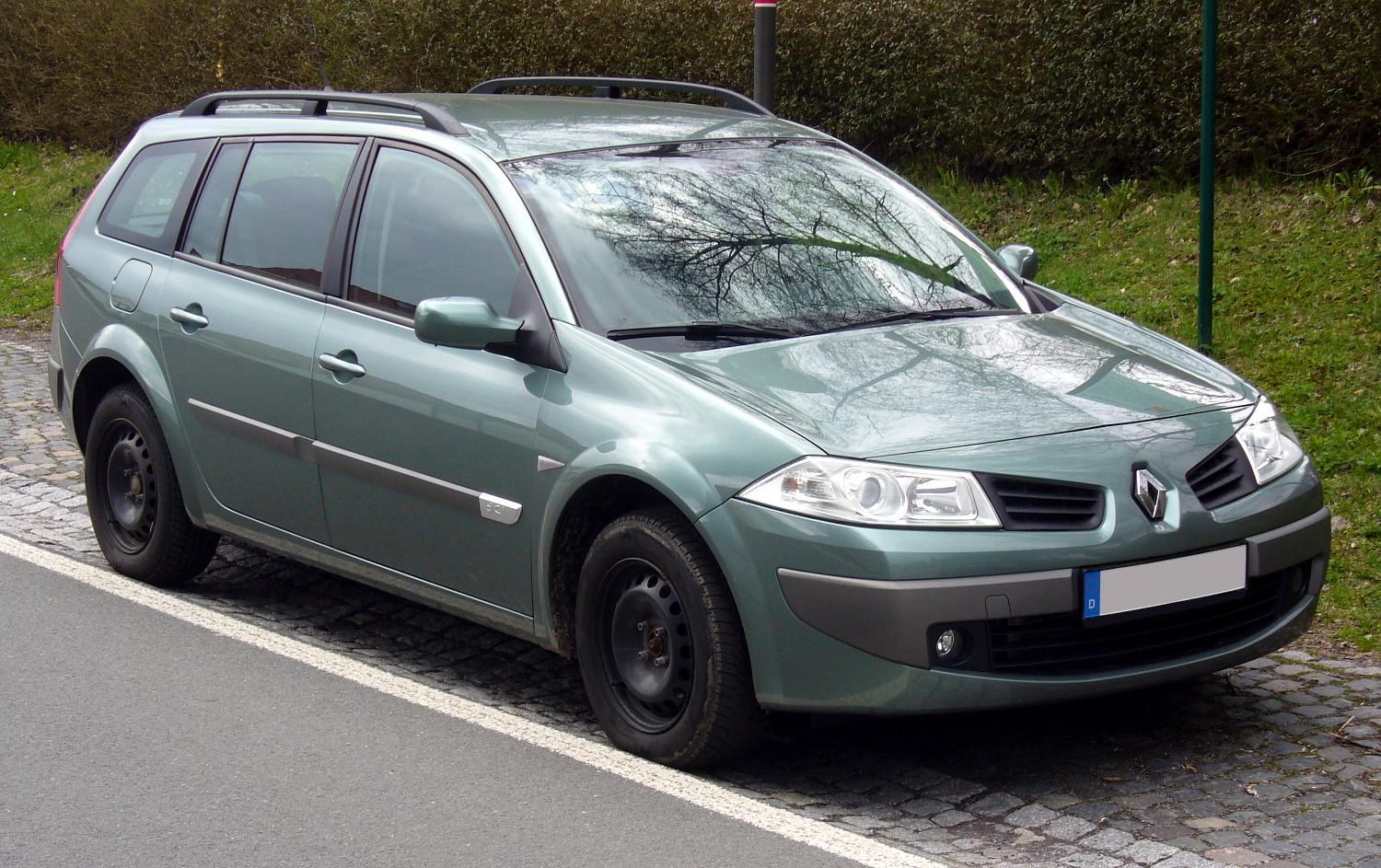
Renault Mégane Grandtour 2003 bis 2009
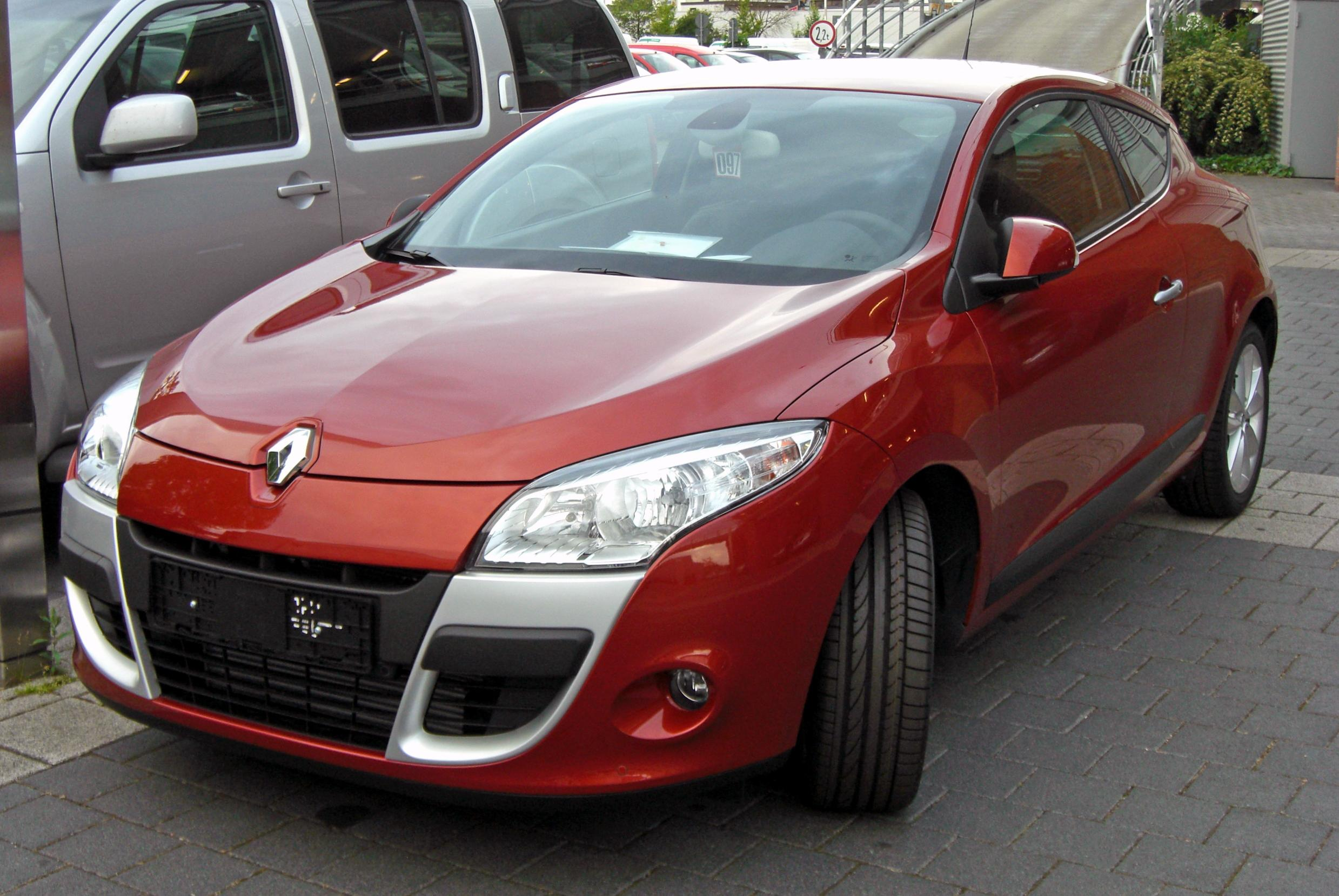
Renault Mégane Coupé 2009 bis 2016
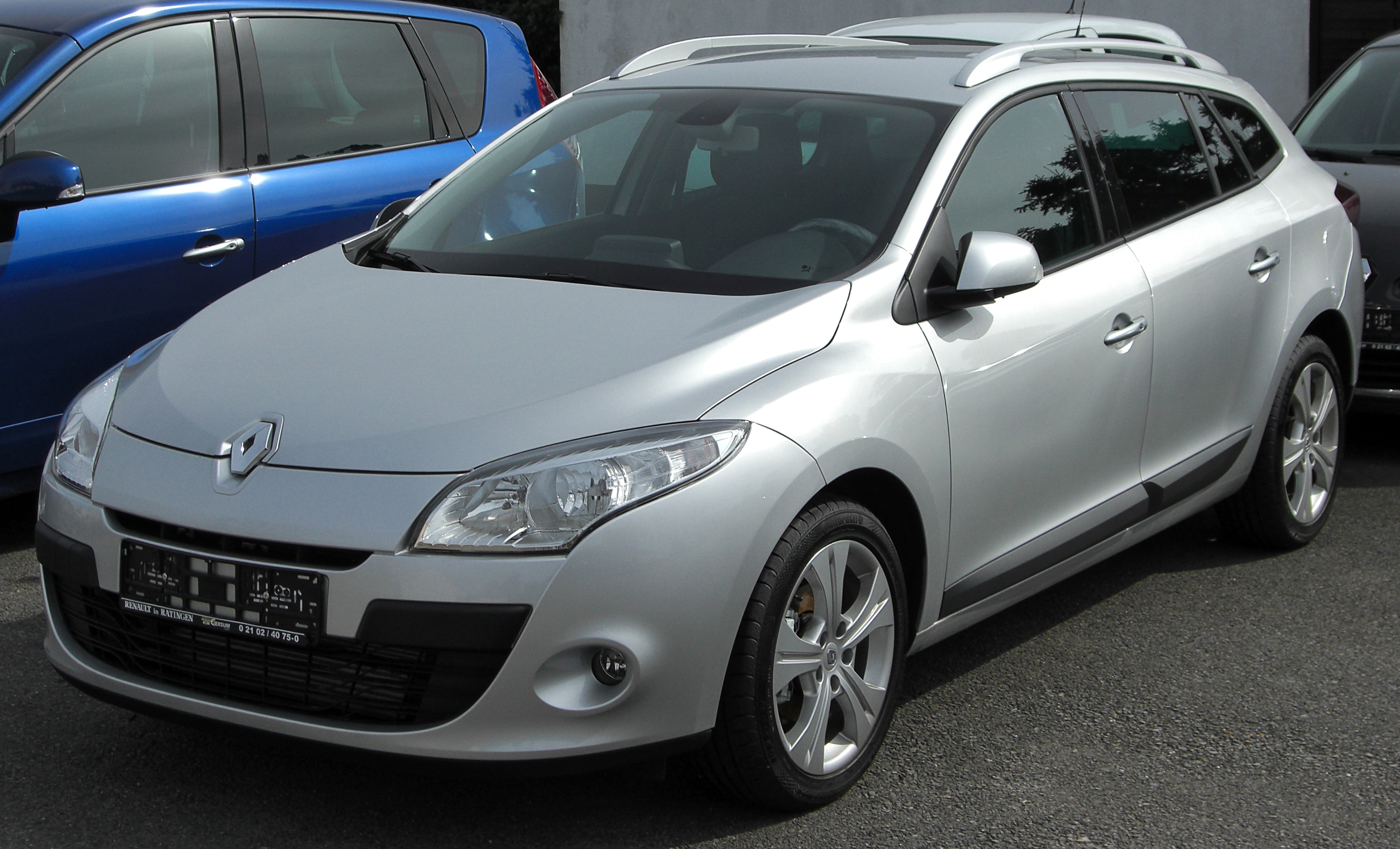
Renault Mégane Grandtour 2009 bis 2016
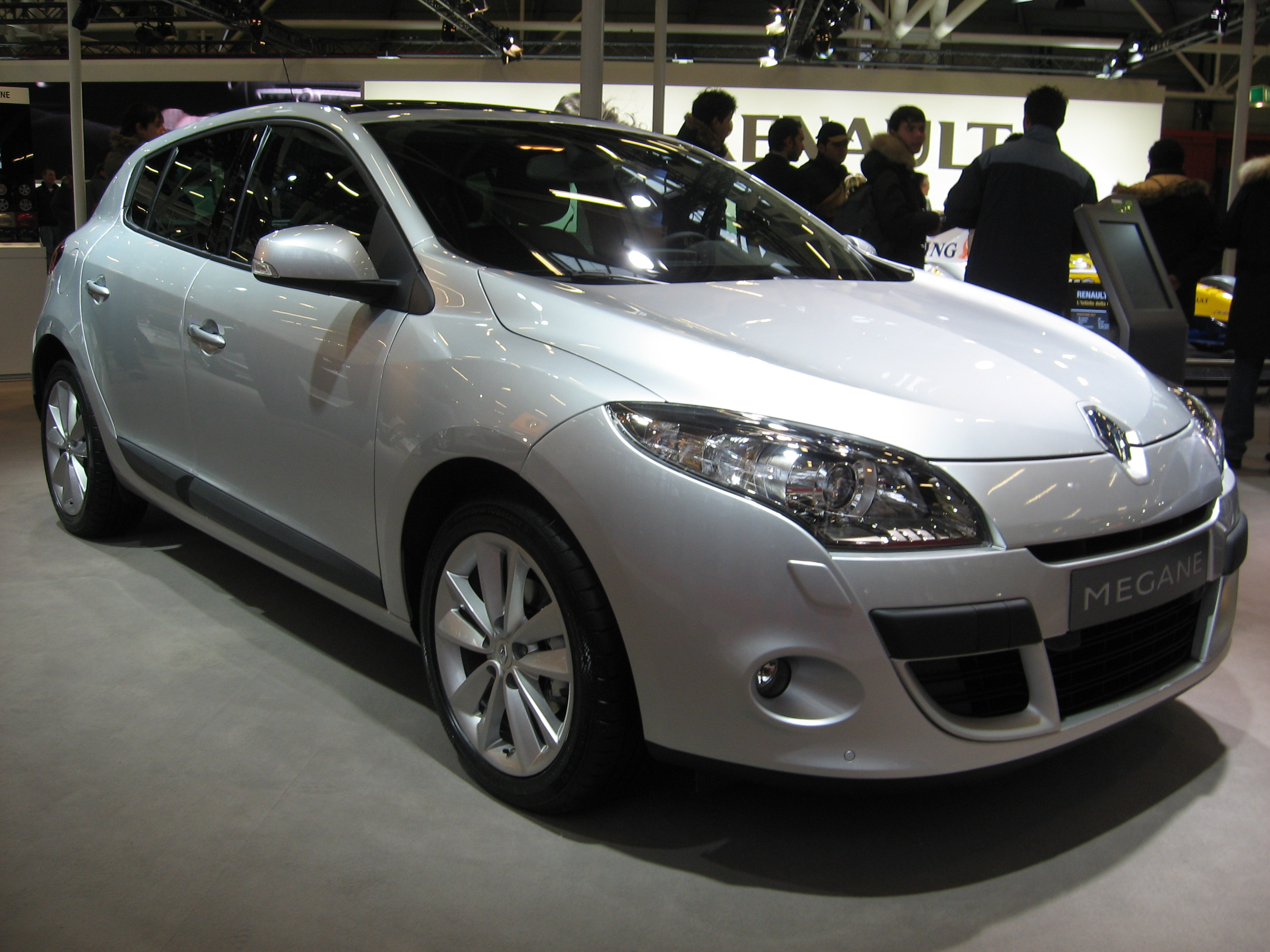
Renault Mégane Hatchback 2009 bis 2016
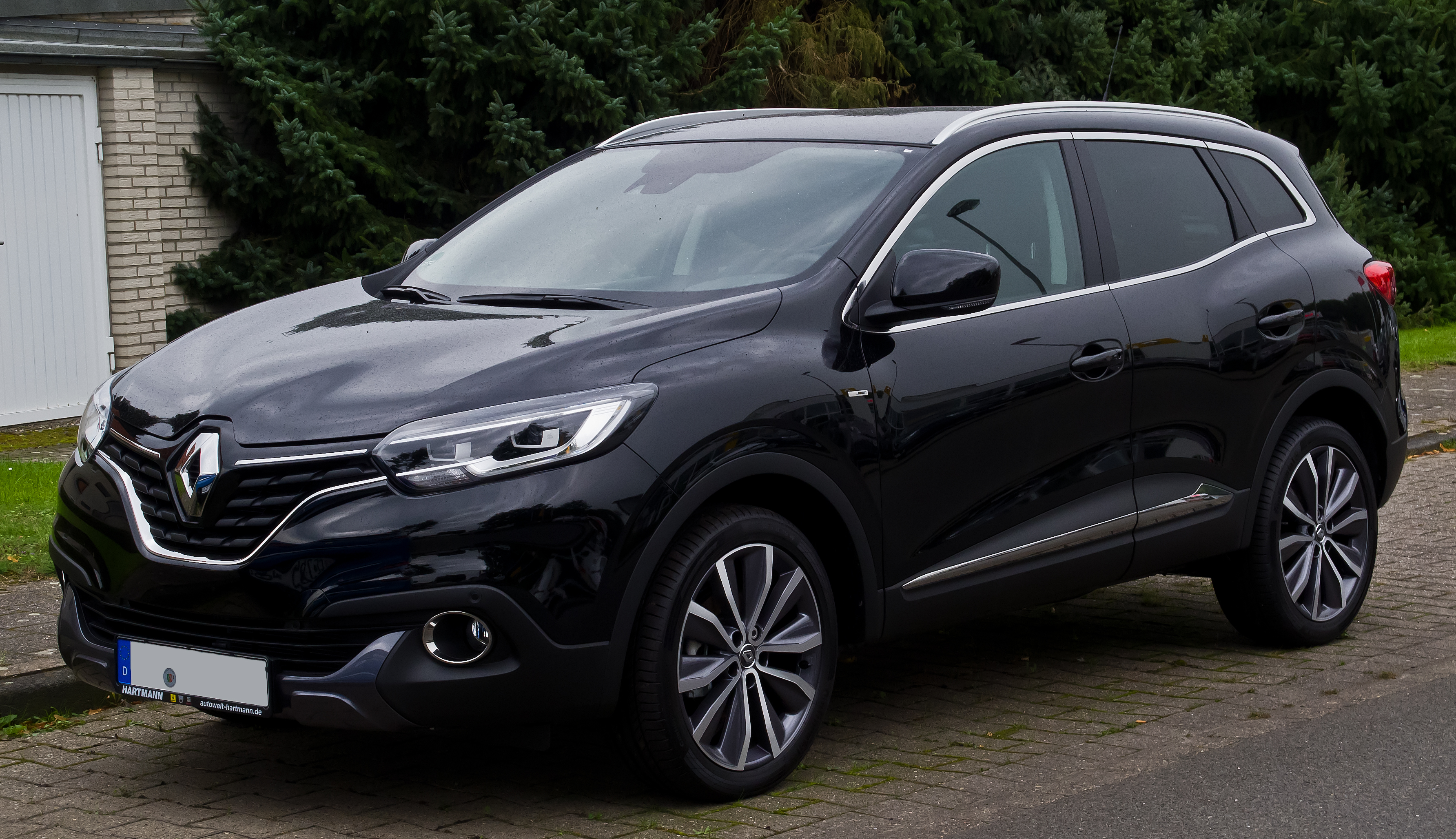
Renault Kadjar 2015 bis 2022
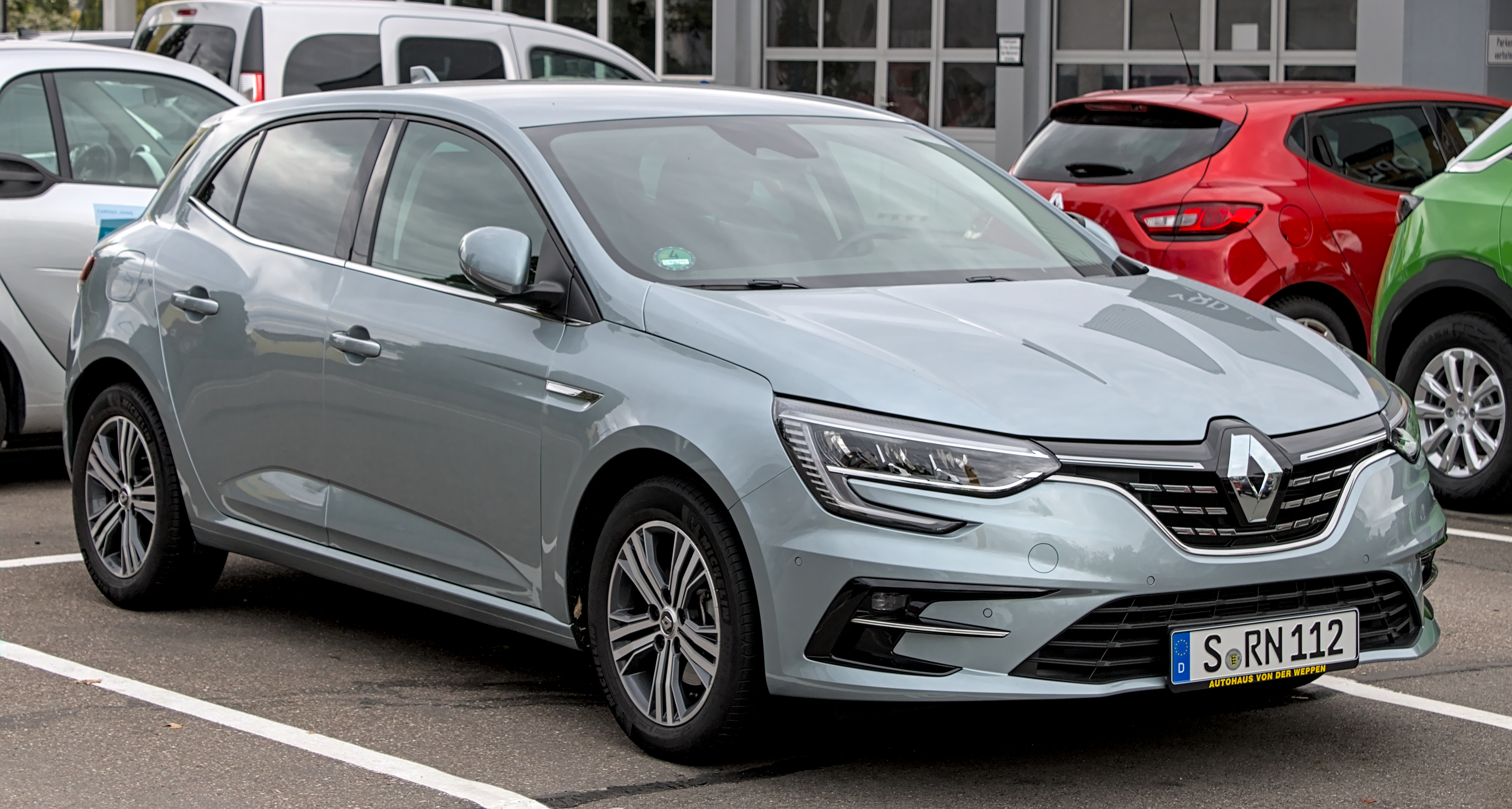
Renault Mégane Hatchback 2016 bis 2024
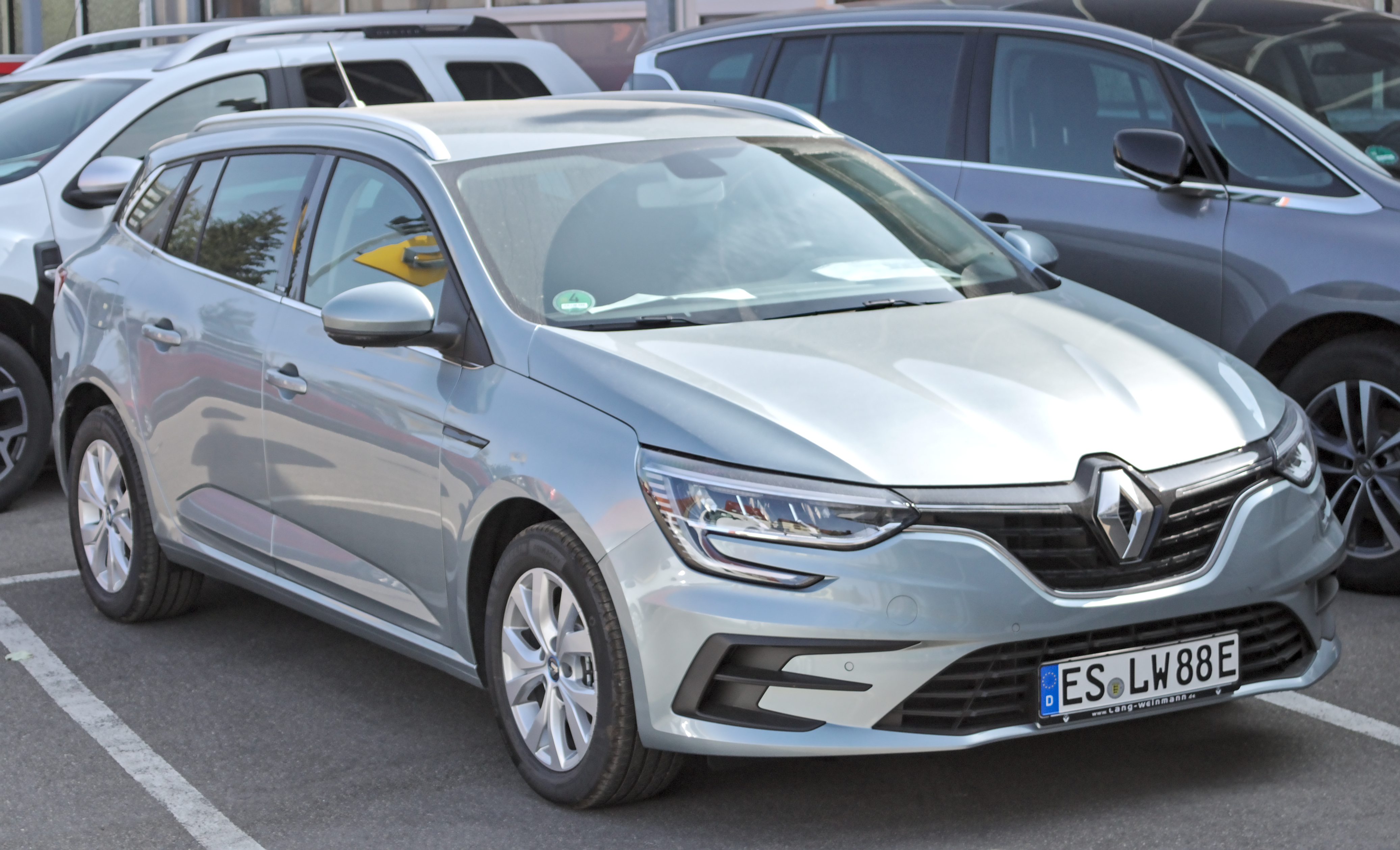
Renault Mégane Grandtour 2016 bis 2024
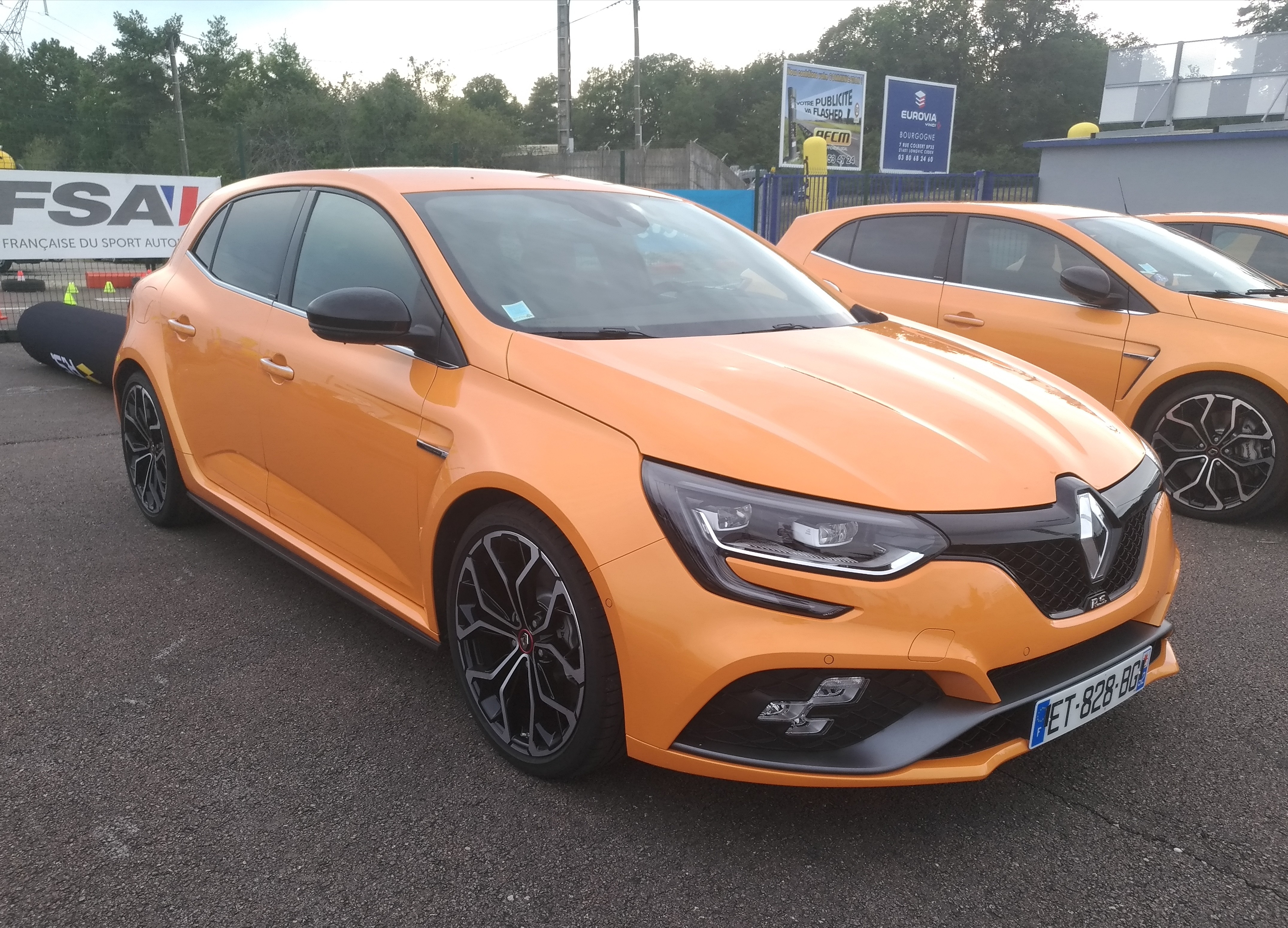
Renault Mégane R.S. 2017 bis 2023
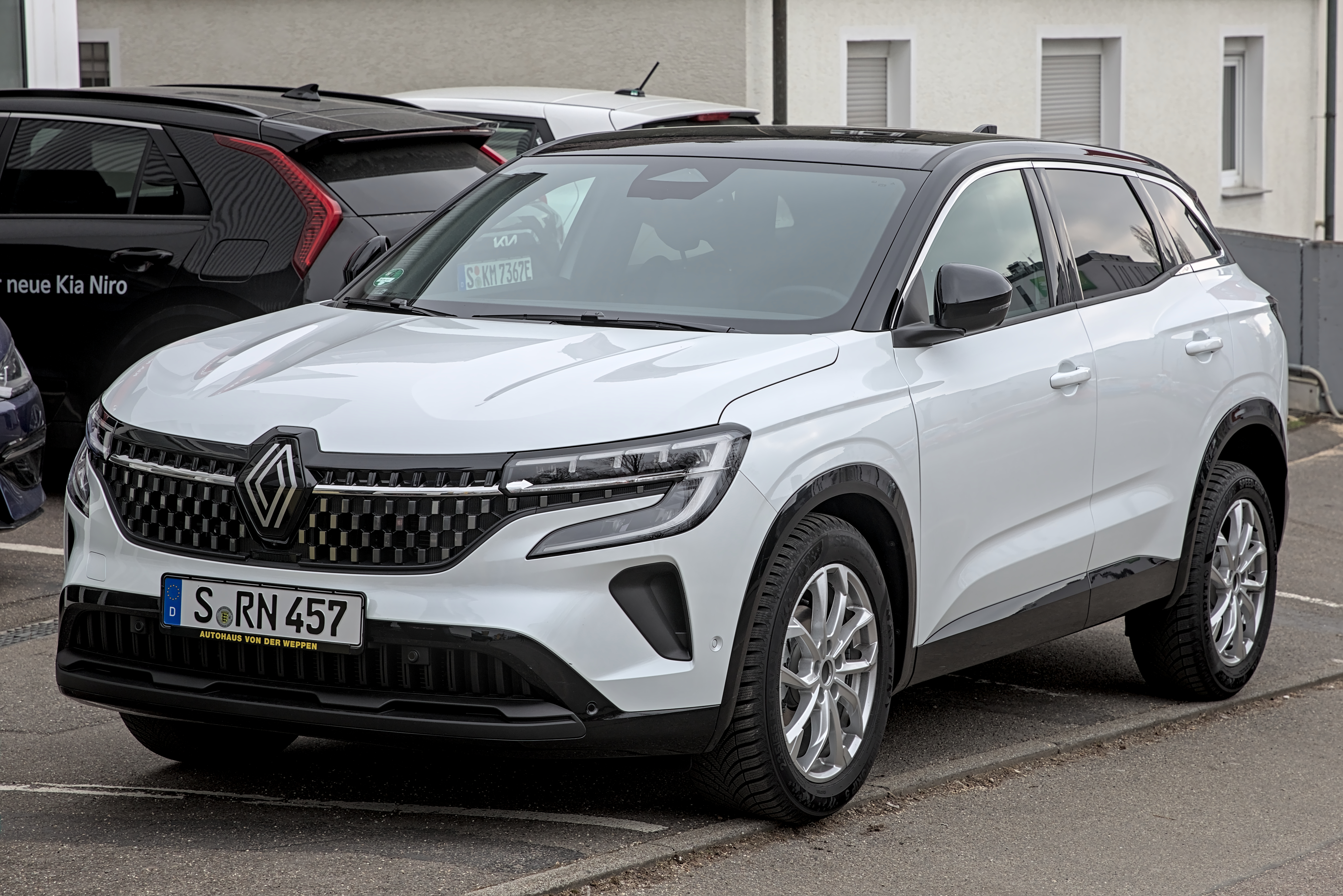
Renault Austral seit 2022
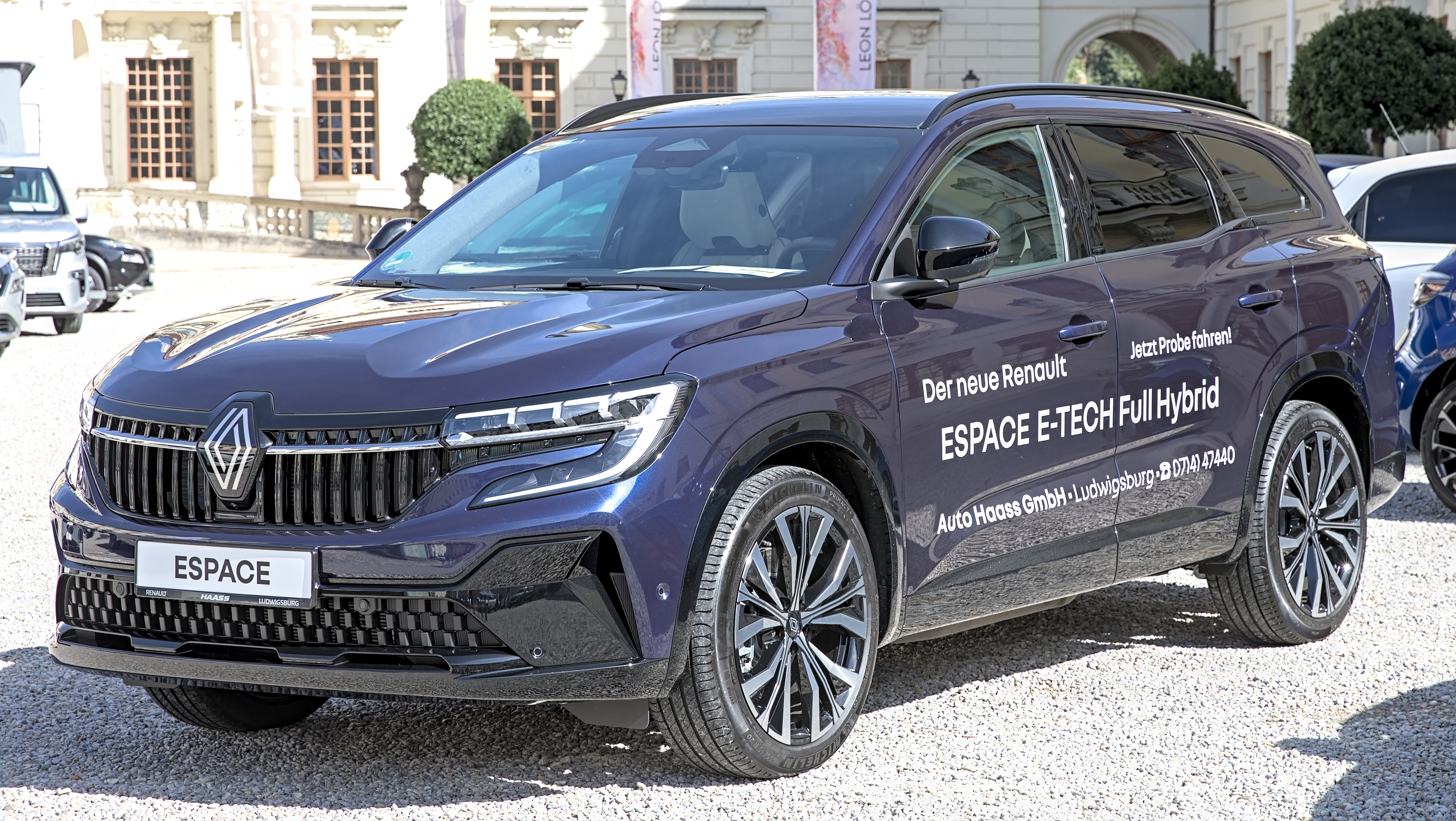
Renault Espace seit 2023
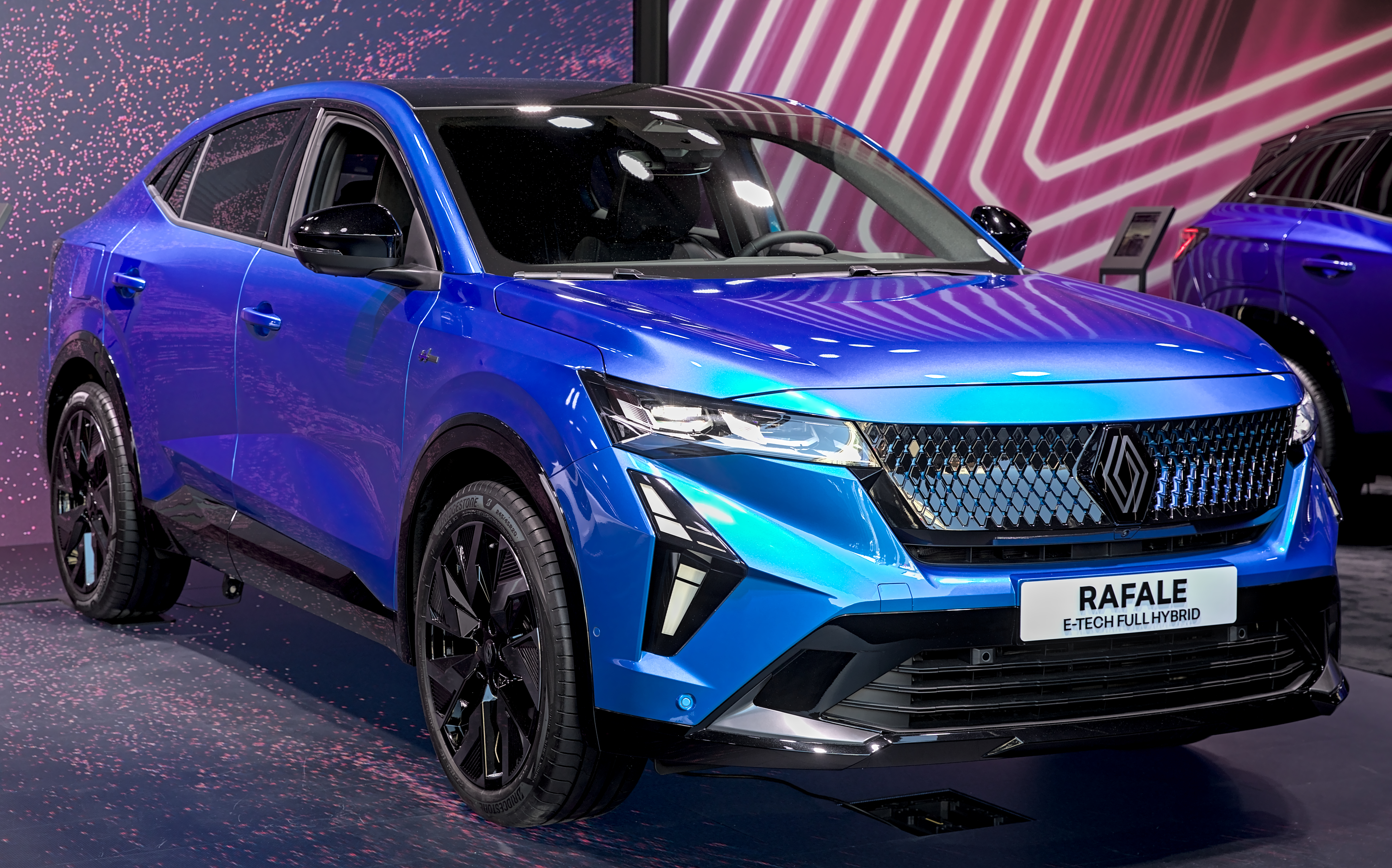
Renault Rafale seit 2024